# Sud-Comoé

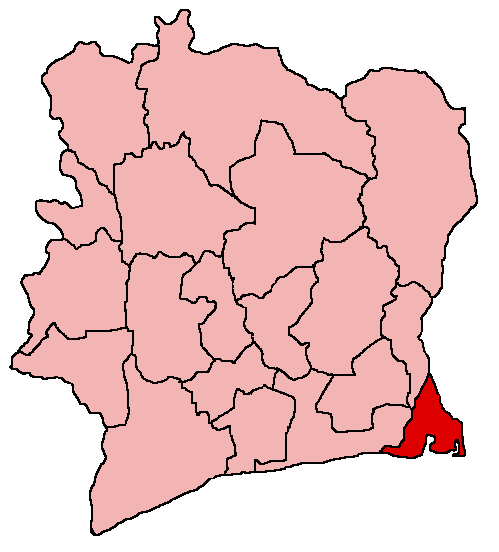
Poloha regionu Sud-Comoé na mapě Pobřeží slonoviny

Sud-Comoé je region na jihovýchodě republiky Pobřeží slonoviny. Jeho rozloha činí 6 250 km², v roce 2002 zde žilo 536 500 obyvatel. Hlavním městem regionu je Aboisso.
Až do roku 2011 byl jedním z 19 regionů, ze kterých sestával stát Pobřeží slonoviny a které představovaly nejvyšší územně-správní celky. V roce 2011 vznikl sloučením tohoto regionu s regionem Moyen-Comoé distrikt Comoé.
Region je administrativně rozdělen na čtyři departmenty: Aboisso, Adiaké, Grand-Bassam a Tiapoum.